# Гордана Силјановска Давкова
Гордана Силјановска Давкова (мкд. Гордана Силјановска-Давкова; Охрид, 11. мај 1953) македонска је универзитетска професорка, правница и политичарка. Од маја 2024. обавља функцију председнице Северне Македоније. Била је кандидат странке ВМРО-ДПМНЕ на председничким изборима 2019. и 2024. Прва је жена на функцији председника Северне Македоније.

## Биографија
Рођена је 11. маја 1953. у Охриду. Основну и средњу школу завршила је у Скопљу. Године 1978. дипломирала је право на Универзитету у Скопљу, где је и магистрирала. Докторско звање стекла је на Универзитету у Љубљани.
Изабрана је за доцента на предмету Политички систем на Правном факултету у Скопљу (1989), ванредног професора на предмету Уставно право и политички систем (1994).
Редовни професор постала је 2004. године. Била је члан Уставне комисије Собрања Републике Македоније (1990–1992) и министар без портфеља у првом кабинету Бранка Црвенковског (1992–1994). Такође, радила је као експерткиња УН и потпредседник Независне групе за локалну самоуправу Савета Европе. Била је и члан Венецијанске комисије. Аутор је стотина научних радова о уставном праву и политичком систему.
У периоду 2017–2018, као јавна личност, противила се усвајању закона о проширењу албанског језика. Након што је 2019. номинована за кандидата ВМРО-ДПМНЕ за председницу обећала је да ће, ако победи, покренути други референдум и вратити старо име земљи. Оштар је противник Преспанског споразума. На изборима те године ју је поразио Стево Пендаровски.

## Приватни живот
Удата је за Благоја. Пар има двоје деце.